# Franziskuskirche (Vilnius)

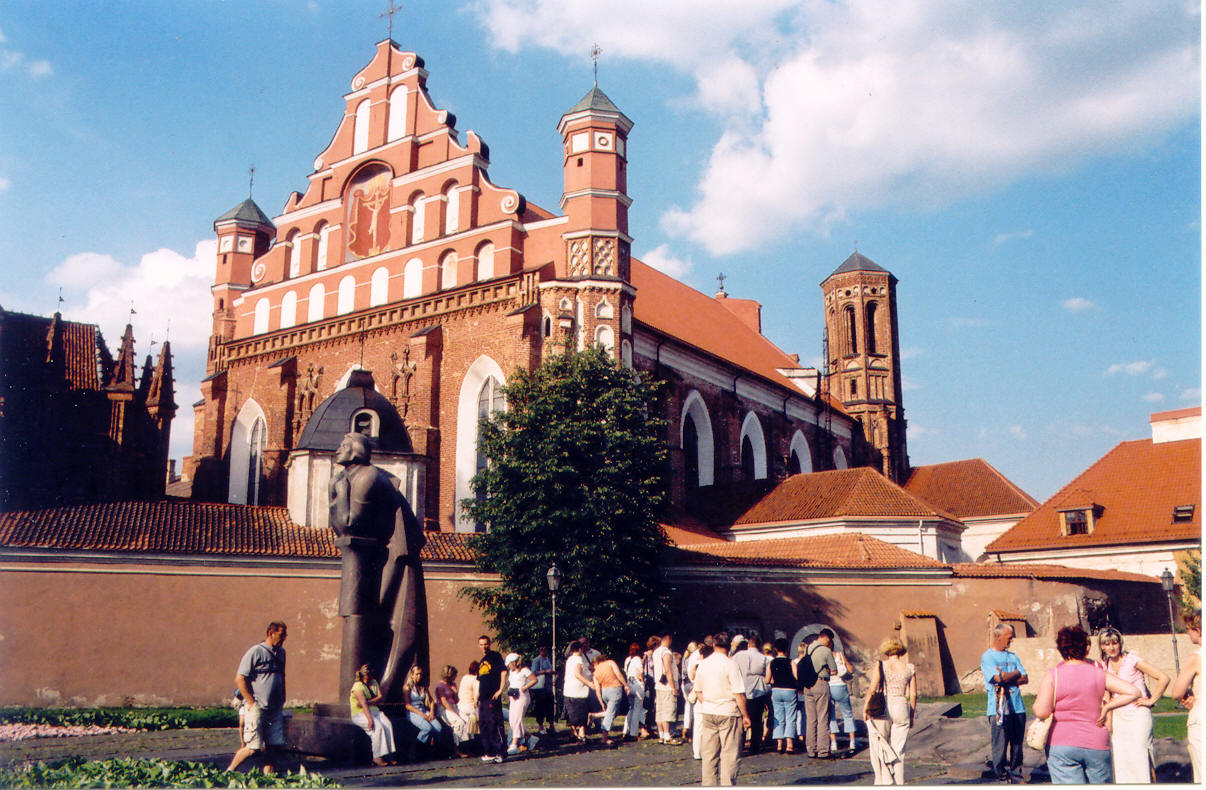
Franziskuskirche Vilnius

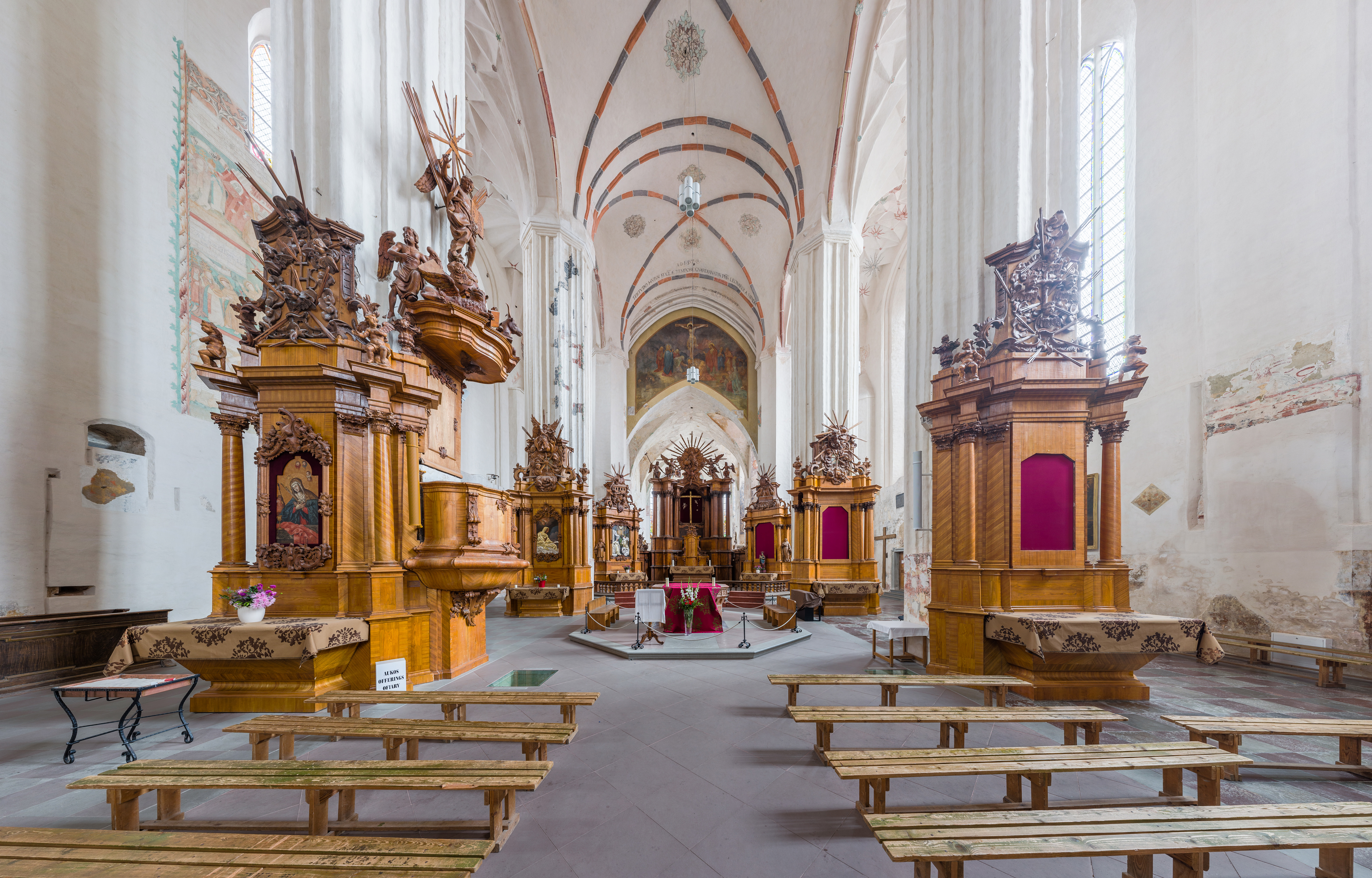
Innenansicht

Die Franziskuskirche ist eine ursprünglich gotische, heute barocke römisch-katholische Kirche in Vilnius.

## Geschichte
Die Kirche wurde 1469–1500 im gotischen Stil errichtet. Die Arbeiten leitete zum Schluss der Danziger Baumeister Michael Enkinger. 1560 und 1564 wurde sie durch Brände beschädigt und im Stil der Renaissance restauriert. In der Kirche und ihren Seitenkapellen wurden zahlreiche bedeutende Persönlichkeiten Polen-Litauens bestattet, u. a. Familienangehörige der Radziwiłł. Die Innenausstattung ist barock bzw. im Stil des Rokoko. In den 1940er Jahren wurde die Kirche als Lagerhalle genutzt. Seit 1994 dient sie wieder als Kirche.